# The Stadium Techno Experience
The Stadium Techno Experience è un album degli Scooter del 2003.

## Tracce
1. Ignition – 0:36
2. Maria (I Like It Loud) – 3:56
3. Weekend! – 3:32
4. Take A Break – 4:16
5. Pulstar – 4:33
6. The Night – 3:22
7. Roll Baby Roll – 3:46
8. Level One – 3:35
9. Like Hypa Said – 6:23
10. Liquid Is Liquid – 4:46
11. A Little Bit Too Fast – 3:45
12. Soul Train – 5:08

## Seconda Edizione
L'album uscì anche in una seconda edizione dove la traccia Roll Baby Roll viene modificata ed intitolata Swingin' in the Jungle

## Tracce aggiuntive
1. Weekend! (N-Trance Mix) - 6:23
2. Nessaja (Flip And Fill Mix) - 6:15
3. The Logical Song (Clubstar UK-Mix) - 10:07
4. Weekend! (The Unrated Video - traccia multimediale) - 6:15